# Quốc lộ 20
Quốc lộ 20 là tuyến đường quốc lộ dài 264 km đi qua hai tỉnh Đồng Nai và Lâm Đồng, Việt Nam. Được xây dựng vào năm 1920 và khánh thành vào năm 1933.
Quốc lộ 20 có nhiều đèo dốc, trong đó có đèo Bảo Lộc, đèo Mimosa và nhiều cầu, đặc biệt là cầu La Ngà. Nó là một cung đường đi qua có nhiều địa hình nhất, bao gồm đồng bằng, bình nguyên, bình sơn nguyên (cao nguyên thấp), cao nguyên với độ cao từ 100m – 1.500m.
Quốc lộ 20 bắt đầu từ Ngã ba Dầu Giây, thuộc thị trấn Dầu Giây, huyện Thống Nhất, tỉnh Đồng Nai, nơi giao với Quốc lộ 1 và kết thúc tại Ngã ba Đơn Dương, thuộc thị trấn D'Ran, huyện Đơn Dương, tỉnh Lâm Đồng, nơi giao với Quốc lộ 27.

## Lộ trình
- Đa số đoạn tuyến quốc lộ 20 trên địa phận tỉnh Đồng Nai thì thuộc địa hình là đồng bằng và bình sơn nguyên, với độ dốc lớn trải dài từ phía Bắc xuống Nam, có độ cao trung bình từ 100 - 350m so với mực nước biển. Đặc biệt phần đường ở đây thì từ huyện Thống Nhất đến huyện Định Quán thì đa phần là núi rải rác, còn địa phận huyện Tân Phú thì núi nhiều hơn vì ở đây là nơi cội nguồn của dãy Trường Sơn Nam.
- Bắt đầu sang địa phận tỉnh Lâm Đồng thì độ cao tăng dần lên vì đây là đất cao nguyên, nhưng không đáng kể (chỉ 300 - 400m) vì từ đất huyện Đạ Huoai thì chưa tính là cao nguyên vì ở đây độ cao chỉ là 400m và đây là phần đất cuối của tỉnh Lâm Đồng (Theo khoa học thì vùng đất có độ cao bằng hoặc lớn hơn 500m thì mới tính là một cao nguyên), trong trường hợp này thì xét loại địa hình này là dạng địa hình chuyển tiếp giữa bình nguyên và cao nguyên, gọi là bình sơn nguyên hay cao nguyên thấp. Khi qua đèo Bảo Lộc và sang đất Bảo Lộc thì địa hình ở đây mới đúng là cao nguyên thật sự vì Bảo Lộc thuộc cao nguyên Bảo Lộc - Di Linh và có độ cao >800m. Nên suy ra đoạn đường quốc lộ này nằm trên địa phận huyện Đạ Huoai thì thuộc địa hình là bình sơn nguyên (cao nguyên thấp), tức loại địa hình chuyển tiếp giữa bình nguyên và cao nguyên. Còn phần đường quốc lộ bắt đầu từ Bảo Lộc trở đi thì thuộc địa hình cao nguyên cho đến hết đường quốc lộ này.

## Chiều dàiđoạn đường giữa mỗi tỉnh

### Tỉnh Đồng Nai
Tuyến đường đi qua 3 huyện trên địa phận tỉnh Đồng Nai là huyện Thống Nhất (Km 0 - Km 17), huyện Định Quán (Km 17 - Km 55), huyện Tân Phú (Km 55 - Km 75) với tổng chiều dài là 75 km.
Các xã, thị trấn của các huyện mà tuyến đường đi ngang qua:

#### Huyện Thống Nhất (Km 0 - Km 17)
- Thị trấn Dầu Giây
- Xã Bàu Hàm 2
- Xã Quang Trung
- Xã Gia Kiệm
- Xã Gia Tân 3
- Xã Gia Tân 2

#### Huyện Định Quán (Km 17 - Km 55)
- Xã Phú Cường
- Xã Phú Túc
- Xã Túc Trưng
- Xã La Ngà
- Xã Phú Ngọc
- Xã Ngọc Định
- Thị trấn Định Quán
- Xã Phú Lợi
- Xã Phú Tân

#### Huyện Tân Phú (Km 55 - Km 75)
- Thị trấn Tân Phú
- Xã Phú Xuân
- Xã Phú Thanh
- Xã Phú Lâm
- Xã Phú Bình
- Xã Phú Trung
- Xã Phú Sơn

### Tỉnh Lâm Đồng
Trên địa phận tỉnh Lâm Đồng, tuyến đường đi qua 5 huyện và 2 thành phố: huyện Đạ Huoai (Km 75 - Km 104), thành phố Bảo Lộc (Km 104 - Km 129), huyện Bảo Lâm (Km 129 - Km 135), huyện Di Linh (Km 135 - Km 177), huyện Đức Trọng (Km 177 - Km 220), thành phố Đà Lạt (Km 220 - Km 259) và huyện Đơn Dương (Km 259 - Km 264) với tổng chiều dài là 189 km.
Các xã, phường, thị trấn của các huyện, thành phố mà tuyến đường đi ngang qua:

#### Huyện Đạ Huoai (Km 75 - km 104)
- Thị trấn Ma Đa Guôi (thị trấn)
- Xã Hà Lâm
- Thị trấn Đạ M'Ri

#### Thành phố Bảo Lộc (Km 104 - km 129)
- Xã Đại Lào
- Xã Lộc Châu
- Phường Lộc Tiến
- Phường B'Lao
- Phường 2
- Phường 1
- Phường Lộc Sơn
- Xã Lộc Nga

#### Huyện Bảo Lâm (Km 129 - km 135)
- Xã Lộc An

#### Huyện Di Linh (Km 135 - km 177)
- Xã Hòa Ninh
- Xã Đinh Trang Hòa
- Xã Liên Đầm
- Thị trấn Di Linh
- Xã Tân Nghĩa
- Xã Đinh Lạc
- Xã Gia Hiệp
- Xã Tam Bố

#### Huyện Đức Trọng (Km 177 - km 220)
- Xã Ninh Gia
- Xã Phú Hội
- Thị trấn Liên Nghĩa
- Xã Hiệp Thạnh
- Xã Hiệp An

#### Thành phố Đà Lạt (Km 220 - km 259)
- Phường 3
- Phường 10
- Phường 11
- Xã Xuân Thọ
- Xã Xuân Trường
- Xã Trạm Hành

#### Huyện Đơn Dương (Km 259 - km 264)
- Thị trấn D'Ran

## Danh sách các cung đường đèo
Quốc lộ 20 là cung đường nhiều đường đèo dốc và đây là danh sách các cung đường đèo nằm trên tuyến đường này (chỉ ở địa phận tỉnh Lâm Đồng):
- Đèo Chuối (thuộc thị trấn Ma Đa Guôi, huyện Đạ Huoai)
- Đèo Bảo Lộc (nối thị trấn Đạ M'Ri, huyện Đạ Huoai và xã Đại Lào, thành phố Bảo Lộc)
- Đèo Phú Hiệp (nối hai xã Gia Hiệp và Tam Bố của huyện Di Linh)
- Đèo Mimosa (thuộc thành phố Đà Lạt, tuyến chính để ra vào thành phố Đà Lạt)
- Đèo Prenn (thuộc phường 3, thành phố Đà Lạt, tuyến nhánh để ra vào thành phố Đà Lạt)
- Đèo D'Ran (nối xã Xuân Trường, thành phố Đà Lạt và thị trấn D'Ran, huyện Đơn Dương)

## Chiều dài một số tuyến đường
- Ngã tư Dầu Giây, Thống Nhất, Đồng Nai - Phú Lâm, Tân Phú, Đồng Nai: 65 km
- Phú Lâm, Tân Phú, Đồng Nai - Ma Đa Gui, Đạ Huoai, Lâm Đồng: 13 km
- Ma Đa Gui, Đạ Huoai, Lâm Đồng - Đạ M'ri, Đạ Huoai, Lâm Đồng: 18 km
- Đạ M'Ri, Đạ Huoai, Lâm Đồng - Đại Lào, Bảo Lộc, Lâm Đồng: 14 km
- Đại Lào, Bảo Lộc, Lâm Đồng - Lộc Nga, Bảo Lộc, Lâm Đồng: 22 km
- Lộc Nga, Bảo Lộc, Lâm Đồng - Lộc An, Bảo Lâm, Lâm Đồng: 4 km
- Lộc An, Bảo Lâm, Lâm Đồng - Đinh Trang Hòa, Di Linh, Lâm Đồng: 5 km
- Đinh Trang Hòa, Di Linh, Lâm Đồng - TT. Di Linh, Di Linh, Lâm Đồng: 16 km
- TT. Di Linh, Di Linh, Lâm Đồng - Tam Bố, Di Linh, Lâm Đồng: 20 km
- Tam Bố, Di Linh, Lâm Đồng - Ninh Gia, Đức Trọng, Lâm Đồng: 10 km
- Ninh Gia, Đức Trọng, Lâm Đồng - Liên Nghĩa, Đức Trọng, Lâm Đồng: 15 km
- Liên Nghĩa, Đức Trọng, Lâm Đồng - Phường 3, Đà Lạt, Lâm Đồng: 27 km
- Phường 3, Đà Lạt, Lâm Đồng - Trạm Hành, Đà Lạt, Lâm Đồng: 35 km
- Trạm Hành, Đà Lạt, Lâm Đồng - Ngã ba Đơn Dương, D'Ran, Đơn Dương, Lâm Đồng: 8 km

## Lưu lượng giao thông
Quốc lộ 20 là tuyến đường giao thông chính từ thành phố Hồ Chí Minh đi Đà Lạt và ngược lại. Đây là một trong những tuyến đường khá năng động có lưu lượng giao thông tương đối cao. Khách du lịch và hàng hoá là hai loại hình vận chuyển chính trên tuyến này. 
Trong đó, lưu lượng khách du lịch chủ yếu là từ thành phố Hồ Chí Minh và một số nơi khác di chuyển đến thành phố Đà Lạt. Ngược lại, từ Đà Lạt hàng hoá được vận chuyển qua quốc lộ 20 chủ yếu là rau củ, nông sản của thành phố đi cung cấp đến các nơi khác.
Từ 22 giờ đến 5 giờ sáng, lượng xe lưu thông trên quốc lộ 20 chủ yếu là xe chở hành khách và xe chở rau củ. Vào các dịp lễ tết hoặc mùa cao điểm du lịch, tuyến đường vẫn thường xuyên sảy ra tình trạng kẹt xe do lượng du khách đột biến đổ về hướng thành phố Đà Lạt trước lễ và trở về sau kỳ nghỉ lễ.